# Parlamentswahl in Russland 1995

Mehrheiten nach Wahlkreisen:

Die Parlamentswahl in Russland 1995 zur Staatsduma in Russland fand am 17. Dezember 1995 statt, zum zweiten Mal nach der Auflösung der Sowjetunion.
Die Wahlbeteiligung belief sich auf knapp 65 %. Die Besonderheit dieser Wahl war die hohe Anzahl der teilgenommenen Parteien und Wahlblöcke. Sie betrug 43 und damit weit mehr als bei den vorangegangenen Wahlen 1993 (13) sowie den Nachfolgewahlen 1999 (26). Insgesamt zogen Abgeordnete aus 23 Parteien und Blöcken in die Duma ein.
Bei der Wahl waren insgesamt 993 ausländische Wahlbeobachter aus 61 Ländern anwesend, davon 434 Vertreter von OSZE-Staaten, die den Verlauf der Abstimmung in 45 Föderationssubjekten Russlands vor Ort verfolgten.

## Ergebnisse
| Listen | Listenstimmen | Listenstimmen | Listenstimmen | Wahlkreisstimmen | Wahlkreisstimmen | Wahlkreisstimmen | Mandate Gesamt |
| Listen | Stimmen       | %             | Mandate       | Stimmen          | %                | Mandate          | Mandate Gesamt |
| --- | ------------- | ------------- | ------------- | ---------------- | ---------------- | ---------------- | -------------- |
| Kommunistische Partei der Russischen Föderation                                                                             | 15.432.963    | 22,7          | 99            | 8.636.392        | 12,8             | 58               | 157            |
| Liberal-Demokratische Partei Russlands                                                                                      | 7.737.431     | 11,4          | 50            | 3.801.971        | 5,6              | 1                | 51             |
| Unser Haus Russland | 7.009.291     | 10,3          | 45            | 3.808.745        | 5,6              | 10               | 55             |
| Jabloko | 4.767.384     | 7,0           | 31            | 2.209.945        | 3,3              | 14               | 45             |
| Zhenshchiny Rossii | 3.188.813     | 4,7           | –             | 712.072          | 1,1              | –                | –              |
| Rossiyskaya Kommunisticheskaya Rabochaya Partiya                                                                            | 3.137.406     | 4,6           | –             | 1.276.655        | 1,9              | 1                | 1              |
| Kongress russkikh obschin                                                                                                   | 2.980.137     | 4,4           | –             | 1.987.665        | 2,9              | 5                | 5              |
| Partiya samoupravleniya trudyashchikhsya                                                                                    | 2.756.954     | 4,1           | –             | 475.007          | 0,7              | 1                | 1              |
| Demokraticheskiy vybor Rossii – ob'yedinonnyye demokraty                                                                    | 2.674.084     | 3,9           | –             | 1.819.330        | 2,7              | 9                | 9              |
| Agrarpartei | 2.613.127     | 3,8           | –             | 4.066.214        | 6,0              | –                | –              |
| Sonstige | 13.668.459    | 20,1          | –             | 10.510.381       | 15,6             | 25               | 25             |
| Unabhängige | –             | –             | –             | 21.620.835       | 32,0             | 77               | 77             |
| Gegen alle | 1.918.151     | 2,8           | –             | 6.660.495        | 9,9              | –                | –              |
| Gesamt | 67.884.200    | 100           | 225           | 67.585.707       | 100              | 225              | 450            |
| |               |               |               |                  |                  |                  |                |
| Ungültige Stimmen | 1.320.619     | 1,9           |               | 1.582.227        | 2,3              |                  |                |
| Wähler | 69.204.819    | 64,4          |               | 69.167.934       | 64,3             |                  |                |
| Wahlberechtigte | 107.496.558   |               |               | 107.496.558      |                  |                  |                |
| |               |               |               |                  |                  |                  |                |
| Quellen: Listenstimmen: CIK, Summe, nach Wahlkreisen – Wahlkreisstimmen: University of Essex, Summe – CIK, nach Wahlkreisen |               |               |               |                  |                  |                  |                |